# Tashkent Open 2016
Il  Tashkent Open 2016 è stato un torneo di tennis giocato all'aperto sul cemento. Questa è stata la 18ª edizione dell'evento e fa parte della categoria International del WTA Tour 2016. Il Tashkent Open si è giocato dal 26 settembre al 1º ottobre 2016 al Tashkent Tennis Center di Tashkent, in Uzbekistan.

## Partecipanti

### Teste di serie
| Nazionalità | Giocatrice       | Ranking* | Testa di serie |
| ----------- | ---------------- | -------- | -------------- |
| Svezia      | Johanna Larsson  | 45       | 1              |
| Belgio      | Kirsten Flipkens | 59       | 2              |
| Turchia     | Çağla Büyükakçay | 64       | 3              |
| Giappone    | Nao Hibino       | 75       | 4              |
| Giappone    | Kurumi Nara      | 78       | 5              |
| Ucraina     | Lesja Curenko    | 80       | 6              |
| Romania     | Sorana Cîrstea   | 85       | 7              |
| Regno Unito | Naomi Broady     | 87       | 8              |
| Rep. Ceca   | Denisa Allertová | 89       | 9              |

* Ranking al 19 settembre 2016.

### Altre partecipanti
Le seguenti giocatrici hanno ricevuto una Wild card:
- Komola Umarova
- Donna Vekić
- Dayana Yastremska

Le seguenti giocatrici sono passate dalle qualificazioni:

- Hiroko Kuwata
- Tereza Martincová
- Sabina Sharipova
- İpek Soylu

La seguente giocatrice è entrata in tabellone come lucky loser:
- Sofia Šapatava

## Campionesse

### Singolare
Kristýna Plíšková ha sconfitto in finale  Nao Hibino con il punteggio di 6–3, 2–6, 6–3.
- È il primo titolo in carriera per Plíšková.

### Doppio
Raluca Olaru /  İpek Soylu hanno sconfitto in finale  Demi Schuurs /  Renata Voráčová con il punteggio di 7–5, 6–3.